# Alec Douglas-Home
Alexander Frederick Douglas-Home, Barón Home of the Hirsel, Orden del Cardo y miembro del Consejo Privado (Londres, Inglaterra; 2 de julio de 1903-Berwickshire, Escocia; 9 de octubre de 1995),  XIV conde de Home desde 1951 hasta 1963, fue un político conservador británico, primer ministro durante un año desde el 19 de octubre de 1963 hasta el 16 de octubre de 1964.
Fue el último miembro de la Cámara de los Lores en ser nombrado primer ministro. Para convertirse en primer ministro prefirió renunciar a su título nobiliario, participando en las elecciones para ingresar a la Cámara de los Comunes.

## Primeros años y educación
Douglas-Home nació en Mayfair, Londres, el primero de siete hijos de Lord Dunglass (el hijo mayor del duodécimo conde de Home ) y su esposa, Lady Lilian Lambton (hija de Frederick Lambton, 4.º conde de Durham). El primer nombre del niño se abrevia habitualmente a "Alec". Entre los hijos más pequeños de la pareja estaba el dramaturgo William Douglas-Home. En 1918 murió el duodécimo conde de Home, Dunglass lo sucedió en el condado, y el título nobiliario pasó a Alec Douglas-Home, a quien llamaron Lord Dunglass hasta 1951. 
Fue educado en Ludgrove School, después en el Eton College y en el Christ Church en la Universidad de Oxford, donde se graduó con un grado de tercera clase con honores en Historia Moderna en 1925, seguido de una maestría en Artes. Dunglass comenzó a servir en el Ejército Territorial cuando en 1924 fue nombrado teniente en Lanarkshire Yeomanry, luego fue ascendido a capitán en 1928, y mayor en 1933. 
En 1936, Douglas-Home se casó con Elizabeth Arlington, hija de Cyril Arlington, quien había sido director de Douglas-Home en Eton. Tuvieron cuatro hijos: Caroline, Meriel, Diana y David.
Douglas-Home fue un talentoso jugador de cricket en la escuela, el club y nivel de condado; y es el único primer ministro Británico que ha jugado cricket en primera clase. Entre otros clubes, representó al MCC, al Middlesex CCC  y al Club de Cricket de la Universidad de Oxford en primera clase, jugando con el nombre de "Lord Dunglass", su título en ese tiempo.

## Miembro del Parlamento
El título nobiliario de Lord Douglas no conllevaba la pertenencia a la Cámara de los Lores, solo era elegible para ser elegido para la Cámara de los Comunes. A diferencia de muchas familias aristocráticas, los Douglas-Homes tenían poca historia de servicio político. De forma única en la familia el 11 de Earl, el bisabuelo de Dunglass, tenía oficinas gubernamentales, como Subsecretario en el Ministerio de Asuntos Exteriores en el gobierno de Wellington de 1828 a 1830. El padre de Dunglass se presentó, de mala gana y sin éxito, para el Parlamento antes de suceder al condado.
Dunglass había mostrado poco interés en la política mientras estaba en Eton u Oxford. No se había unido a la Oxford Union como solían hacer los políticos en ciernes.  Sin embargo, como heredero de las propiedades familiares, tenía dudas sobre la perspectiva de la vida como un caballero del campo: "Siempre estuve bastante descontento con este papel y sentí que no iba a ser suficiente". Su biógrafo David Dutton cree que Dunglass se interesó por la política debido al desempleo y la pobreza generalizados en las tierras bajas de Escocia donde vivía su familia. Más adelante en su carrera, cuando fue nombrado primer ministro, Dunglass (para entonces Sir Alec Douglas-Home) escribió en un memorando: "Me metí en política porque sentí que era una forma de servicio público y que, como casi una generación de los políticos habían sido eliminados en la primera guerra, los que tenían algo que dar en el camino del liderazgo deberían hacerlo". Su pensamiento político estuvo influido por el de Noel Skelton , miembro del partido unionista (como se llamaba a los conservadores en Escocia entre 1912 y 1965). Skelton abogó por "una democracia propietaria", basada en opciones sobre acciones para los trabajadores y la democracia industrial. Dunglass no fue persuadido por el ideal socialista de propiedad pública. Compartió la opinión de Skelton de que "lo que todos poseen, nadie lo posee". 
Douglas-Home se convirtió en miembro del Parlamento del Partido Unionista de Escocia (MP) por Lanark en 1931. Pertenecer a la nobleza le dio una ventaja inicial en el Parlamento, y se desempeñó como Secretario Privado Parlamentario de Neville Chamberlain desde 1937 a 1939, presenciando de primera mano los intentos de este por evitar la Segunda Guerra Mundial a través de negociaciones con Adolf Hitler. Douglas-Home, cayó gravemente enfermo de tuberculosis vertebral en 1938, lo que lo mantenía inmóvil por su espalda durante dos años y le impidió tomar parte activa en la Segunda Guerra Mundial.
Home perdió su escaño parlamentario en la aplastante derrota de los conservadores en la elección general de 1945, pero lo recuperó en 1950. Al año siguiente, su padre murió, y Douglas-Home, heredó su título como decimocuarto conde Home. Su escaño en la Cámara de los Comunes quedó vacante ya que Douglas-Home fue llamado a ocupar su escaño en la Cámara de los Lores.
Lord Home, a la sazón, no solo sirvió como Secretario de la Commonwealth de 1955 durante la época de la crisis de Suez, sino también, a partir de 1957, como Presidente de la Cámara de los Lores y Lord Presidente del Consejo (este último cargo dos veces, brevemente en 1957 y, posteriormente, a partir de 1959). En 1962, fue nombrado caballero de la Orden del Cardo, el más alto honor en Escocia y en condecoración personal del monarca, que le daría derecho a ser titulado como "Sir", después, más adelante, de que renunciase a su condado.

## Primer ministro
El 18 de octubre de 1963, el primer ministro conservador Harold Macmillan dimitió repentinamente por problemas de próstata, de la que temía que no se recuperaría aunque llegó a vivir otros veintitrés años. Macmillan también se enfrentaba a una grave crisis política por el caso Profumo, cuando su Secretario de Estado para la Guerra, John Profumo tuvo que renunciar por las acusaciones contra su relación con la bailarina Christine Keeler, quien tenía como a otro de sus clientes al agregado naval soviético/espía Yevnegy Ivanov.
Douglas-Home originalmente no buscaba el cargo de primer ministro, estando muy contento en servir en la Cámara de los Lores y ocupar el cargo de Secretario de Relaciones Exteriores. La candidatura de Home fue planteada por Macmillan como "candidato de consenso", y fue persuadido para participar en la competencia. Rab Butler, el "Viceprimer Ministro" —dicho cargo no existía oficialmente, siendo un puesto honorífico— era el favorito entre los diputados conservadores. Sin embargo, Home era preferido por los estadistas, algunos de los cuales indicaron que ellos se negarían a servir en un gabinete bajo las órdenes de Butler o del otro candidato potencial, Quintin Hogg. Macmillan se determinó, por no permitir que Butler fuese su sucesor.
Tras una serie de consultas para determinar quién podría ser el candidato de todo el partido y demostrar que fuese el mejor candidato, Macmillan aconsejó a la reina Isabel II. Aunque se argumentó que el saliente no tenía derecho para asesorar a la reina en cuanto a quién se debía invitar al cargo de primer ministro y no estaba obligada a aceptar su consejo, esta invitó al conde Home para convertirse en primer ministro y primer Lord del Tesoro. La reina primero invitó a Home al palacio de Buckingham para una reunión y le concedió 24 horas para determinar si podría formar gobierno. Home determinó que podía hacerlo.
Douglas-Home, creía que no sería práctico servir como primer ministro de la Cámara de los Lores. Se creía ampliamente que Lord Curzon no había sido invitado a convertirse en primer ministro en 1923 a causa de su escaño en los Lores. Usando la Ley de Nobleza de 1963, que solo había sido aprobada a principios de ese mismo año después de la campaña de Tony Benn para renunciar a su dignidad de par, Home renunció a su condado y a sus otros títulos de nobleza, el 23 de octubre de 1963. Por las próximas dos semanas no pertenecería a ninguna de las Cámaras del Parlamento, algo muy inusual para un primer ministro en funciones.
Los primeros días como primer ministro fueron difíciles para Douglas-Home. El líder laborista Harold Wilson había estado tomando el concepto de que una revolución tecnológica estaba ocurriendo, que era necesario tomarla o quedarse atrás; así como que la última persona que los llevaría a esa situación era un noble rural que había pasado la mayor parte de su vida en un remanso feudal. La objeción de Wilson a Douglas-Home estaba puramente basada en que el nuevo primer ministro era "el decimocuarto Conde" y la respuesta de Douglas-Home para que la objeción fue "Bueno, supongo que él es el decimocuarto señor Wilson", siendo recibida como lo que un periodista llamó una "respuesta vivaz". El izquierdista Dennis Skinner respondió que si bien era cierto que ni Douglas-Home, ni Wilson podrían estar mejor o peor por ser la 14.ª generación de sus respectivas familias, lo cierto es que al decimcuarto señor Wilson no se le había dado un asiento automático en el gobierno, con el poder de impedir el funcionamiento del gobierno elegido.

## Retiro y fallecimiento
En las elecciones generales de febrero de 1974, el gobierno de Heath fue derrotado por un estrecho margen. Douglas-Home, entonces de 70 años, dimitió en la segunda elección de ese año, convocada en octubre por el gobierno laborista minoritario con la esperanza de ganar una mayoría. Regresó a la Cámara de los Lores a finales de 1974 cuando aceptó el título de Par vitalicio, pasando a ser conocido como Barón Home of the Hirsel, de Coldstream en el condado de Berwick.
Entre 1977 y 1989 fue director de I Zingari, un equipo de cricket. En su retiro publicó tres libros: The Way The Wind Blows (1976), descrito por Hurd como "una autobiografía de buen carácter, con quizás más anécdotas que intuiciones"; Border Reflections (1979); y su correspondencia con su nieto Matthew Darby, Letters to a Grandson (1983). En la década de 1980, pasaba cada vez más tiempo en Escocia, con su familia. Era un gran pescador y disfrutaba la caza. Hurd escribe que "no hubo un momento repentino en que abandonó la política", sino que "sus intervenciones fueron cada vez menos". Su último discurso en la Cámara de los Lores fue en 1989, cuando habló en contra de las propuestas de Hurd para enjuiciar a los criminales de guerra que viven en Gran Bretaña: "Después de tal lapso de tiempo, podría no parecer que se hace justicia. Sería peligroso confiar en los recuerdos de eventos que ocurrieron hace tanto tiempo. Era demasiado tarde para reabrir el tema ". Su retiro de los asuntos públicos se hizo más marcada después de la muerte de su esposa en 1990, después de 54 años de matrimonio.
Home murió en el Hirsel el 9 de octubre de 1995, a la edad de noventa y dos años, cuatro meses después de la muerte de su oponente parlamentario Harold Wilson. Home fue enterrado en el cementerio de Lennel, Coldstream.

## Títulos y estilos
Según la tradición angosajona, Alec Douglas-Home tomó diferentes títulos y denominaciones a lo largo de los años:
- 1903-1918: El Honorable Alec Douglas-Home.
- 1918–1931, 1945–1950: lord Dunglass
- 1931–1945, 1950–1951: Lord Dunglass, miembro del Parlamento.
- 1951: El Muy Honorable Lord Dunglass, miembro del Parlamento.
- 1951–1962: El Muy Honorable conde Home, consejero privado.
- 1962-1963: El Muy Honorable conde Home, caballero de la Orden del Cardo, consejero privado.
- 1963, 1974: El Muy Honorable sir Alec Douglas-Home, caballero de la Orden del Cardo.
- 1963–1974: El Muy Honorable Sir Alec Douglas-Home, caballero de la Orden del Cardo, Miembro del Parlamento.
- 1974-1995: El Muy Honorable Barón Home de los Hirsel, caballero de la Orden del Cardo, Consejero Privado.